# Дворниченко Іван Никифорович
Іван Никифорович Дворниче́нко (нар. близько 1855 — пом. 8 квітня 1913, Феодосія) — український диригент, актор, співак і антрепренер.

## Біографія
Народився орієнтовно у 1855 році; точна дата і місце народження невідомі.
Свій шлях в українському театрі почав у 1883 році як звичайний хорист. Згодом працював хормейстером, потім — диригентом у першій постійній українській театральній трупі Михайла Старицького у період її найбільшого розквіту.
У 1885—1886 рр. працював у трупі, яка виникла в Одесі внаслідок розколу трупи Старицького по завершенні успішного зимового сезону 1884—1885 рр. і в цей період гастролювала з великим успіхом у Ялті, Севастополі та Сімферополі. Театральне товариство під керівництвом Юрія Касіненка та Костянтина Ванченка-Писанецького діяло під «фірмою» Старицького на певних умовах. Під час успішної презентації Іван Дворниченко «виявив себе добрим хормейстером, дотепно поставив хори, диригував оркестрою при супроводі співам».
Надалі Дворниченко співпрацював із трупами Марка Кропивницького, Панаса Саксаганського та іншими; виступав як виконавець співочих ролей — Петра в «Наталці Полтавці», Андрія і Султана в «Запорожець за Дунаєм», Олексія в «Сватанні на Гончарівці».
У 1890 році працював у трупі Петра Мирова-Бедюха. У 1892—1894 роках був антрепренером власної української драматичної трупи (у репертуарі були п'єси українських та російських авторів), з якою гастролював на Чернігівщині, у містах Росії — Воронежі, Костромі, Тамбові (1892), Калузі, Рязані (1893); на Поволжі (1894). Як диригент брав участь у постановках опер «Наталка Полтавка» і «Чорноморці» Миколи Лисенка, які здійснив Марко Кропивницький.
Станом на осінь 1901 року був диригентом і хормейстером «русско-малорусской труппы» Алєксандрова, що виступала зокрема в Контрактовому будинку на Подолі в Києві.
На початку XX століття через незадовільний стан здоров'я залишив сцену, оселився у Павлограді. Восени 1909 року прийняв запрошення на посаду хормейстера і режисера музично-драматичного гуртка робітників Новоросійського товариства кам'яновугільного, залізоробного та рейкового виробництв у Юзівці (сучасний Донецьк).
Ймовірно, у 1910 році переїхав до Феодосії, де долучився до національно-культурного життя місцевої української громади, працював учителем співу в гімназіях та реальному училищі, керував церковними хорами, брав участь в організації українських вистав (зокрема, восени 1910 року під керівництвом Івана Дворниченка місцева аматорська трупа поставила «Запорожця за Дунаєм» і «Наталку Полтавку»). За свідченнями, своєю лагідною вдачею він здобув повагу як серед учнів, так і серед містян загалом.
Помер у Феодосії 26 березня (8 квітня) 1913 року через проблеми з серцем. Родина Івана Дворниченка після його смерті залишилася без засобів до існування; її подальша доля невідома.
Сучасники зазначали, що під керівництвом Івана Дворниченка «вперше почулося в театрі правдиве виконання української пісні»; також його згадували як діяча, що «йшов тернистим шляхом відродження рідного театру» та «відзначався гарячою щирою любов'ю до рідної справи». У 1911 році про «безумовно талановитого ветерана-диригента» відгукнувся музичний і громадський діяч Кирило Стеценко, який зазначив, що Дворниченко надзвичайно доброчесно ставився до своєї справи і не лише сам розумів українську музику та пісню, яку вмів художньо виконати, а й передавав любов до неї та її розуміння іншим, вивчаючи музичні твори з артистами, хором і оркестром, «нюансуючи» музичні номери і «змушуючи всіх розуміти музику».
Павлоград у біографії митця з'явився невипадково. Іван Никифорович родом з Катеринославщини. Його внучатий племінник заслужений діяч мистецтв Білорусі художник Іван Дмухайло (1914-2007), який походив з с. Топчине Новомосковського повіту, розповідав: його мати з роду Двірниченків, вона - небога Івана Никифоровича. Іван Дмухайло наполягав, що прізвище треба писати Двірниченко, а не Дворниченко.